# 今井雅人
今井 雅人（いまい まさと、1962年2月21日 - ）は、日本の政治家。立憲民主党所属の衆議院議員（5期）。立憲民主党岐阜県連代表。
維新の党政務調査会長、同幹事長、民進党幹事長代理、同岐阜県連代表、希望の党国会対策委員長代理、国民民主党国会対策委員長代理などを歴任した。

## 来歴
岐阜県下呂市で生まれ、下呂市立下呂中学校と東海高等学校を卒業し、1年間の浪人生活を経て上智大学文学部英文学科に入学する。
1985年に大学を卒業し、三和銀行に入行。1989年から5年間、アメリカ合衆国シカゴに駐在する。帰国後は2004年3月までUFJ銀行の為替部門に勤務した。4月に独立してマットキャピタルマネジメントを設立し、慶應義塾大学グローバルセキュリティーセンターや早稲田大学大学院公共経営研究科の研究員を務める。2006年9月に金融情報配信会社「グローバルインフォ株式会社」を設立する。
2009年8月30日に行われた第45回衆議院議員総選挙に、民主党公認で岐阜4区から立候補する。選挙区で自由民主党公認で国土交通大臣の金子一義に敗れたが、重複立候補した比例東海ブロックで復活して初当選した。
2012年9月20日に元内閣官房副長官の松野頼久らが開いた勉強会へ出席し、大阪市長の橋下徹が代表を務める日本維新の会への合流に前向きな意向を示した。同年9月25日に民主党へ離党届を提出したが、10月5日に民主党は受理せずに除名処分を下した。10月、日本維新の会に入党。次期衆議院議員総選挙は岐阜4区ではなく愛知4区へ国替えする意向を一旦は表明したが、11月17日、岐阜4区から出馬する意向を改めて表明した。
同年12月16日の第46回衆議院議員総選挙に日本維新の会公認で岐阜4区から立候補。同党は比例東海ブロックにおいては藤井孝男を比例単独1位、今井を重複2位、その他の候補者を一人を除いて3位の扱いとした。今井は選挙区で金子一義に再び敗れ、惜敗率も48.82％だったが、登載順位で優遇されたことにより比例復活で再選を果たした。
2014年の維新の会分党に際して橋下徹共同代表を中心とするグループへの参加を選択し、7月中に新たな体制が発足した日本維新の会で国会議員団政調副会長を務める。同年9月に同党が結いの党と合流して維新の党が発足すると、党政調会長代理と国会議員団政調会長代理を務める。
同年12月14日の第47回衆議院議員総選挙に維新の党公認で岐阜4区から立候補して選挙区で金子一義に三度敗れたが、重複立候補した比例東海ブロックで復活して3選。
2015年9月8日に維新の党の分裂の原因を作り解任された柿沢未途の後任として、幹事長を務める。2015年10月24日に橋下側は松野頼久を党代表とする執行部の任期は9月までであったと指摘し、独自に党大会を開催する。馬場伸幸衆議院議員を党代表とする新執行部がその場で選出され、幹事長に大阪府議の今井豊が選出された。維新の党は執行部を名乗る勢力が2分されて党幹事長は係争状態となった。
2016年3月の民進党結党に伴い、9月まで幹事長代理を務める。2016年の民進党代表選挙で玉木雄一郎の推薦人に名を連ねるが玉木の得票は最下位で蓮舫が当選し、蓮舫代表のもとで民進党次の内閣ネクスト内閣府特命大臣（行政改革、行政刷新）を務める。
2016年7月の第24回参議院議員通常選挙で岐阜県選挙区（改選数1）に立候補した民進党の現職小見山幸治が落選し、県内でただ1人の非自民系国会議員となる。
2017年2月に民進党の森友学園調査チームが発足すると座長として、2017年5月に加計学園問題の疑惑解明チームの座長として、それぞれ政府を糾弾した。
2017年10月の第48回衆議院議員総選挙に希望の党公認で立候補して金子の長男の金子俊平に選挙区で四度敗れたが、重複立候補した比例東海ブロックで復活して当選する。11月の希望の党共同代表選挙で玉木雄一郎を支持し、当選した玉木の下で国会対策委員長代理を務める。
2018年5月7日、民進党と希望の党の合流により結成された国民民主党に参加。民進党岐阜県連を引き継いだ国民民主党岐阜県連の代表に就任。5月8日、国民民主党の国会対策委員長代理に就任した。
同年10月13日、党を離党する意向を表明し、党岐阜県連代表を辞任。2日後の10月15日、党本部に離党届を提出した。10月23日に院内会派「立憲民主党・市民クラブ」に入会した。国民民主党は同月24日の総務会で「本党の運営に著しい悪影響をおよぼす」行為であるとともに「党の結束を乱す行為・言動」に抵触する重大な反党行為として、同時期に離党届を提出した長浜博行とともに離党届を受理せず除籍処分相当とし、11月21日に正式に除籍を決定した。11月24日、無所属のまま立憲民主党岐阜県連の特別顧問に就任。
2019年5月22日、立憲民主党県連合、国民民主党県連、連合岐阜は会合を開き、次期衆院選の候補者擁立を巡り、県内5つの小選挙区で立憲民主党・国民民主党両党がすみ分ける方針を正式に決めた。今井は立憲民主党の岐阜4区候補者として擁立が決定。
2020年9月15日、旧立憲民主党と旧国民民主党は、2つの無所属グループを加えた形で新「立憲民主党」を結成。今井も新党に参加。
2021年10月の第49回衆議院議員総選挙は日本共産党が候補者を取り下げて野党共闘による今井の一本化が実現したものの、野党共闘に加わっていない日本維新の会公認で元可児市議会議員の佐伯哲也が立候補したために10月31日に行われた総選挙は3者による争いとなった。この結果、今井は金子に敗れ落選し、比例復活もできず議席を失った。
2024年10月15日、第50回衆議院議員総選挙が公示され、岐阜4区からは今井と金子の2人が立候補した。10月17日に日本経済新聞が序盤情勢を発表。「今井が頭一つ抜け出す。金子は自民支持層の3分の2ほどをおさえ、懸命に追う」と報じた。自民党は裏金問題や統一教会問題、10月23日に発覚した非公認候補への2000万円支給問題などで逆風が吹き荒れた。10月27日、総選挙執行。投票締め切りの20時からほどなく中日新聞は今井の当選確実を報じ、今井は通算5期目の当選を果たした。金子は比例復活もかなわず議席を失った。

## 政策
- 憲法9条の改正に賛成[47]する。
- アベノミクスを評価しない[47]。
- 村山談話・河野談話を見直すべきでない[47]。
- ヘイトスピーチを法律で規制することに賛成[47]する。
- 特定秘密保護法は日本に必要でない[47]。
- カジノの解禁に賛成[47]する。
- 女性宮家の創設に反対[48]する。
- 選択的夫婦別姓について、以前は「慎重にすべき」との立場であったが、現在は現制度が女性の社会進出に対し大きな障害になっていると考えており、「認める時期に来ている」としている[49]。

## 所属団体・議員連盟
- パチンコ・チェーンストア協会（政治分野アドバイザー[50]）
- 立憲民主党 水再生技術促進議員連盟

## 人物
- 東海高校を卒業後の浪人生時代や上智大学在学中は雀荘でアルバイトをし、代打ちして稼いだ[51]。
- フルマラソンを10回以上完走。趣味はマラソンと読書。また、剣道は七段を有し、小中学生の指導を経験した[52]。
- 産経新聞社のコラムで今井が2009年から2017年までの過去4回の衆院選全てで異なる政党から立候補し、いずれも比例復活当選していると指摘された[53]。
- 2019年10月5日、関西電力役員らの金品受領問題について立憲民主党などで作る野党追及チームの座長として関西電力を訪問。土曜日のため担当者が不在で面会は実現せず、国会審議に関電役員らの出席を求める要請文を本店の警備員に手渡した[54]。

## 不祥事
- 2009年の第45回衆議院議員総選挙後、選挙運動員が公職選挙法違反の疑いで逮捕された[55]。

## ラジオ番組
- マット今井のマネー勝利宣言（2008年4月15日 - 2009年7月21日、ラジオNIKKEI）
- マット今井のズバッとケーザイ！（2009年10月14日 - 2011年6月29日、ラジオNIKKEI）

## 著書
- 外国為替トレード 勝利の方程式（2005年5月）
- 外貨投資をやさしく教えてくれる本（2005年7月）
- 【かんたん図解】しっかり儲けるFX入門（2007年10月、共著　日本実業出版社）
- 外為どっとコムではじめるFX投資（2008年4月、インプレス）
- FX&日経225先物 システムトレード勝利の方程式（2008年11月、共著　日本実業出版社）
- ポストFX!CFD投資実践マニュアル（2008年12月、扶桑社）
- 夏までは小康？〜為替の中期動向を読む（2009年、アートデイズ）
- 世界一わかりやすい！FXチャート実践帳（2009年3月、あさ出版）
- 真剣に資産を増やしたい人のためのFX必勝方程式（2010年4月、共著　扶桑社）
- 世界一わかりやすい！FXチャート実践帳　デイトレード編（2010年5月、あさ出版)

## 選挙歴
| 当落 | 選挙                   | 執行日         | 年齢 | 選挙区      | 政党         | 得票数     | 得票率 | 定数 | 得票順位 /候補者数 | 政党内比例順位 /政党当選者数 |
| ---- | ---------------------- | -------------- | ---- | ----------- | ------------ | ---------- | ------ | ---- | ------------------ | ---------------------------- |
| 比当 | 第45回衆議院議員総選挙 | 2009年08月30日 | 47   | 岐阜県第4区 | 民主党       | 12万525票  | 44.99% | 1    | 2/3                | 2/12                         |
| 比当 | 第46回衆議院議員総選挙 | 2012年12月16日 | 50   | 岐阜県第4区 | 日本維新の会 | 5万9449票  | 25.91% | 1    | 2/4                | 2/4                          |
| 比当 | 第47回衆議院議員総選挙 | 2014年12月14日 | 52   | 岐阜県第4区 | 維新の党     | 8万42票    | 39.53% | 1    | 2/3                | 1/3                          |
| 比当 | 第48回衆議院議員総選挙 | 2017年10月22日 | 55   | 岐阜県第4区 | 希望の党     | 9万2370票  | 42.28% | 1    | 2/3                | 2/4                          |
| 落   | 第49回衆議院議員総選挙 | 2021年10月31日 | 59   | 岐阜県第4区 | 立憲民主党   | 9万1354票  | 42.22% | 1    | 2/2                | 9/5                          |
| 当   | 第50回衆議院議員総選挙 | 2024年10月27日 | 62   | 岐阜県第4区 | 立憲民主党   | 11万4032票 | 57.26% | 1    | 1/2                | /                            |